# Eduardo Ortiz de Landázuri
Eduardo Maria Enrique Ortiz de Landázuri Fernandez de Heredia (Segóvia, 31 de outubro de 1910 - Pamplona, 20 de maio de 1985. Professor Doutor e Médico espanhol, filho de  Manuel Ortiz de Landázuri Garcia e de Eulogia Fernández de Heredia y Gastañaga.

## Primeiros anos
Estudou no Colégio dos Agostinhos em Madri e, em 1923, inicia a preparação para ingresso na Academia Naval Militar de São Fernando, em 1926 desiste da ideia de vir a ser militar e se decide pela medicina. Entre 1926 e 1933 cursa a carreira de medicina na Faculdade São Carlos da Universidade Central. É eleito vice-presidente da Associação Profissional de Estudantes de Medicina e conclui o curso de medicina em 1934.

## Na Guerra Civil
Em 1935 começa a trabalhar no Hospital Nacional, antigo Hospital del Rei, amplia os conhecimentos durante um período de estudos na Universidade de Frankfurt. Com o início da guerra civil incorpora-se na frente de Madri. Em 8 de setembro seu pai, tenente-coronel de artilharia é fuzilado no Cárcere Modelo de Madri aos 55 anos. Abandona então sua relação com o socialismo e sofre uma crise religiosa. Em abril de 1937 se filia na Falange espanhola na clandestinidade.
Finda a Guerra Civil Espanhola é encarregado, como médico responsável da situação sanitária dos centros penitenciários. Não antes, porém, sem passar por um "juízo de depuração" a que foi submetido pelo exército vencedor ao término da contenda. Nesta ocasião pôde arguir em sua defesa que havia sido encarcerado em agosto de 1936 quando foi visitar seu pai no Cárcere Modelo, acrescentou também a sua prisão quando foi detido pelo Serviço de Investigação Militar acusado de tomar parte no "complô da Telefônica"; mencionou ainda que integrava clandestinamente a FET (Falange) e nas JONS (Juntas de Ofensiva Nacional-Sindicalista) desde abril de 1937. Alegou que havia ajudado ao tenente-coronel Antonio Claros a passar para o lado nacional, que havia emitido inúmeros atestados de invalidez, tantos quantos lhe haviam solicitado - ao extremo do chefe de Saúde Militar do Exército Republicano do Centro haver percebido; que havia escondido entre os enfermos a várias pessoas sadias perseguidas por serem consideradas simpatizantes da Falange, que havia ajudado aos empregados do Hospital do Rei castigados ou perseguidos e que havia alojado e escondido na sua casa várias pessoas, entre elas duas monjas e que havia dado aos necessitados absolutamente tudo o que pode. Foi absolvido pelo tribunal. Em 1940 deixa de trabalhar no Hospital del Rei e começa a trabalhar no Hospital Clínico de Madri (São Carlos).

## Vida Acadêmica
Em 17 de julho de 1941 contrai matrimônio com Laurita no Santuário velho da Virgem de Arántzazu, em Oñate, Guipúzcoa, com quem virá a ter sete filhos. No ano seguinte obtém por concurso a chefia clínica do Hospital Geral. Em 1943 é nomeado ajudante de clínicas do Hospital Clínico (são Carlos), adscrito à Patologia médica.
Defende em 1944 a tese doutoral: Enfermidades de desnutrição. Observações sobre massas de população mal alimentadas, com qualificação máxima. A seguir, obtém por concurso a cátedra de Patologia Geral da Faculdade de Medicina de Cádiz e a seguir a mesma cátedra na Universidade de Granada aos 36 anos de idade. Em 1951 é nomeado decano da Faculdade de Medicina da Universidade de Granada, a seguir, obtém por concurso de remoção a cátedra de Patologia Clínica e Médica da mesma faculdade de medicina. Em 1 de junho de 1952, incorporou-se à Prelazia do Opus Dei.
Em 1958 é nomeado vice-reitor da Universidade de Granada. Neste ano dá uma conferência na então Escola de Medicina de Pamplona. O Professor Jiménez Vargas o convida a mudar-se para trabalhar em Pamplona, no Estudo Geral de Navarra, que mais tarde vai ser erigido na Universidade de Navarra. Nesta época vai aos Estados Unidos para assistir ao Congresso Internacional de Medicina Interna, de retorno traslada-se para a Escola de Medicina do Estudo Geral de Navarra como professor ordinário de Patologia e Clínica Médica.

## Mudança para Navarra
Obtém a chefia do Serviço de Medicina Interna no Hospital Provincial de Navarra e a responsabilidade pelo "Pavilhão F" deste hospital, com 60 leitos, que utilizará para suas aulas práticas. Em 1960 é erigida a Universidade de Navarra e neste ano tem um primeiro contato pessoal com Josemaría Escrivá. No ano seguinte é inaugurado o primeiro edifício da Clínica Universitária, com 30 leitos, além dos serviços gerais. É nomeado decano da Faculdade de Medicina da Universidade de Navarra em 1962 e em 1966 alcança o cargo de vice-reitor desta Universidade. A Clínica Universitária é ampliada e passa a ter 200 leitos.
Em 1974 é padrinho do professor Jérôme Lejeune na cerimônia de nomeação deste último como Doutor Honoris Causa da Universidade de Navarra. Em 1976 a Clínica Universitária é novamente ampliada para 500 leitos. Em 1978 aceita a ser Presidente da Associação dos Amigos da Universidade de Navarra sucedendo no cargo a Juan Contreras, Marques de Lozoya que havia falecido. É nomeado pelo Grande Chanceler da Universidade Vogal do Conselho de Patronos para os Centros de Estudos Civis. Aposenta-se aos 70 anos de idade em 1980.

## Últimos anos
Em 1981 a Deputação Foral de Navarra o nomeia vice-presidente da Comissão Técnica para apoio à pesquisa médica. Em 1984 é eleito Colegial de Honra do Colégio de Médicos de Pamplona, a esta altura está sofrendo de câncer. Neste ano a Universidade lhe presta homenagem. No ano seguinte é condecorado com o Premio Couder y Moratilla da Real Academia de Medicina.
Falece em 20 de maio de 1985, o Grão-Chanceler da Universidade lhe concede postumamente a Medalha de Ouro da Universidade. Em 13 de dezembro é celebrado um Ato Acadêmico em sua memória. Recebeu a Cruz do Mérito Civil Alemão, 1966 e foi condecorado com a Grã-Cruz de Afonso X, o Sábio, 1974 e era membro de diversas academias médicas dentre elas Royal Society of Medicine do Reino Unido. Ao fim da vida contava mais de 200 publicações e umas 100 conferências. Atendeu mais de 500.000 enfermos nos seus 50 anos de vida profissional na medicina. Faleceu com fama de santidade.

## Processo de beatificação
Em 11 de dezembro de 1998 o Arcebispo de Pamplona decreta a Introdução de sua causa de Canonização e, nesta data, teve lugar a primeira seção do processo diocesano de sua Vida, Virtudes e Fama de Santidade. Toda a investigação foi concluída em 28 de maio de 2002 e a seguir foi enviada cópia autêntica de todo o processo para a Congregação para as Causas dos Santos em Roma.